# Перлівка поникла
Перлівка поникла (Melica nutans) — вид рослин родини тонконогові.

## Будова
Багаторічний кореневищний злак, що дуже швидко розмножується.

## Поширення та середовище існування
Зростає у листяних лісах, на галявинах, узліссях, по широких балках, на кручах тощо. Насіння розповсюджується мурахами.

## Практичне використання
На Поліссі та у західних областях України насіння перлівки за тяжких років збирали і використовували в їжу — виготовляли крупу і борошно.
Вважається отруйним для худоби, оскільки містить ціаніди.

## Галерея

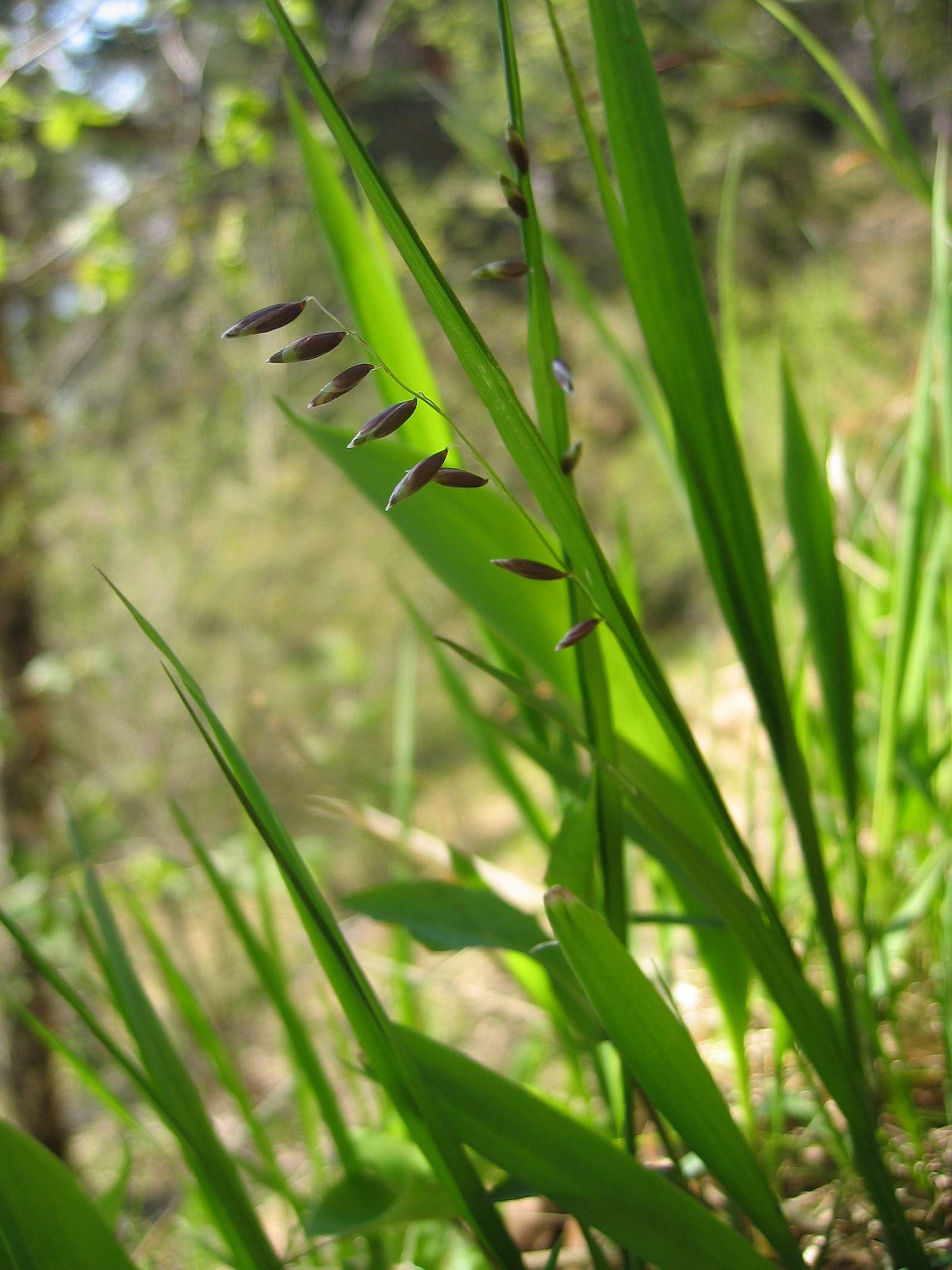
Загальний вигляд рослини
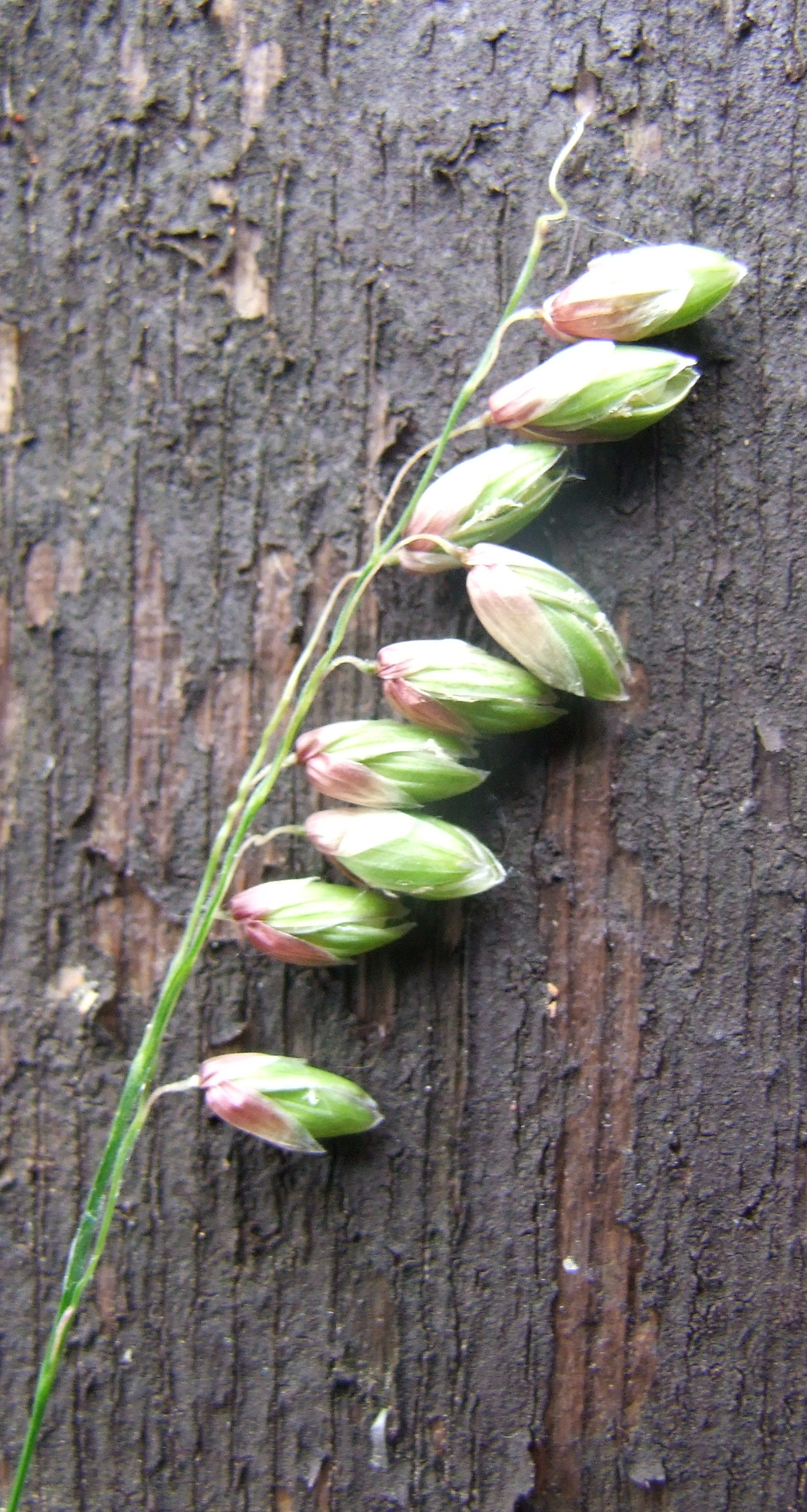
Квіти
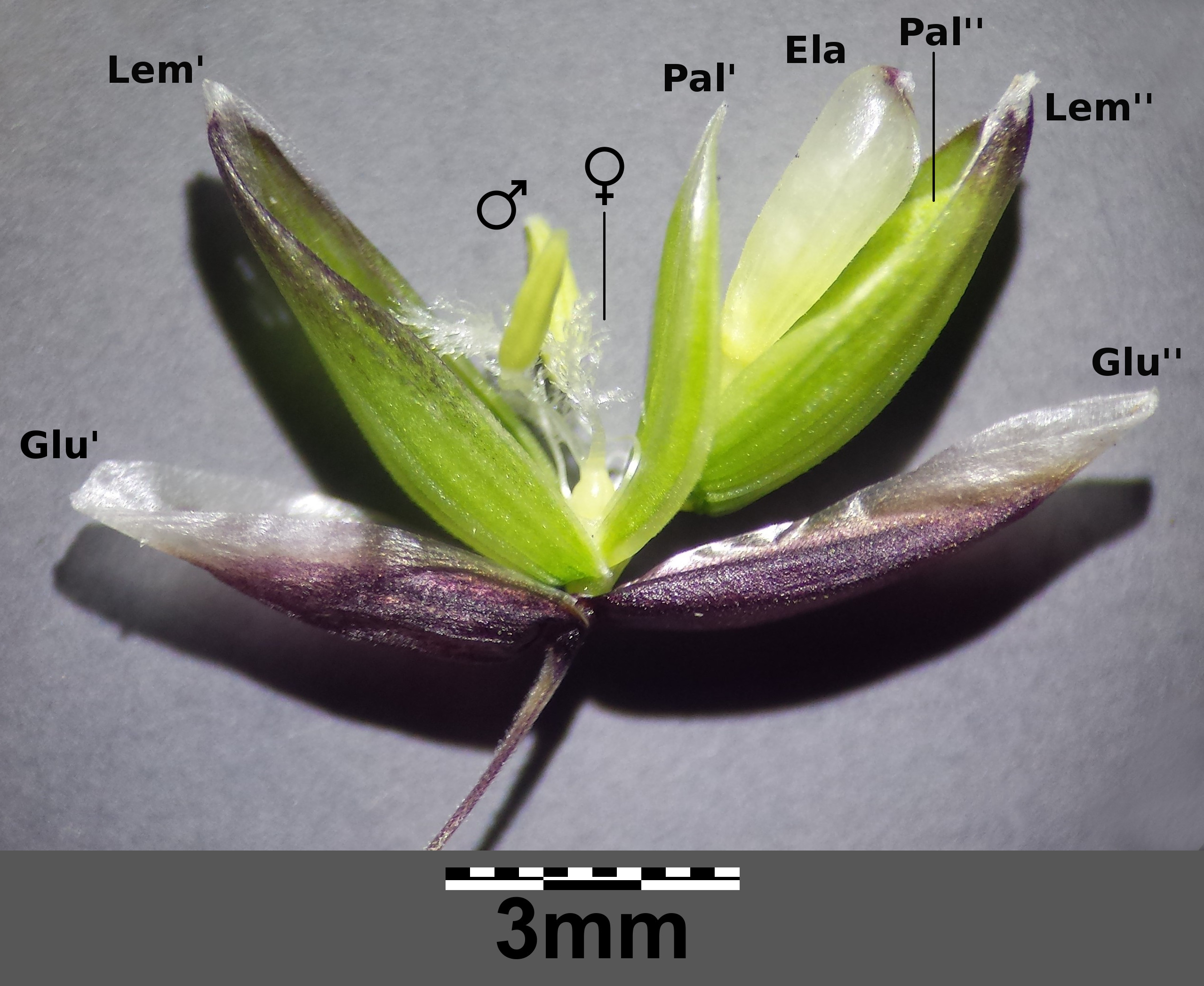
Будова квітки